# Giuseppe Lavorato
(Giorgio Bocca, L'inferno. Profondo sud, male oscuro, Milano, A. Mondadori, 1992. ISBN 88-04-36274-X)
Giuseppe Lavorato (Rosarno, 31 gennaio 1938) è un politico italiano, già Deputato della Repubblica Italiana.

## Biografia politica
Maestro elementare, fin dagli anni sessanta è un importante protagonista del Partito Comunista Italiano della Piana di Gioia Tauro e della Calabria.

### Gli studi e la formazione politica
Le lotte bracciantili per il salario e i diritti nella seconda metà degli anni 50, suscitarono in Lavorato una forte suggestione. Negli stessi anni, da studente universitario presso la facoltà di Magistero dell'Università degli Studi di Messina, le lezioni e gli esami sostenuti con Galvano della Volpe e Nicolao Merker, accesero in lui un interesse intellettuale e politico che convergeva con quelle lotte sociali.
Nel 1962 si iscrive al PCI e nel 1965, viene eletto in Consiglio Comunale a Rosarno con il PCI rimanendo ininterrottamente fino al 2003.
Nel periodo 1965 – 1994, per quasi trenta anni, svolge in modo netto e trasparente la funzione di capogruppo dell'opposizione comunista divenendo ben presto il punto di riferimento istituzionale degli interessi della classe lavoratrice e dei braccianti rosarnesi.
Sono decenni caratterizzati dal forte condizionamento delle cosche della 'ndrangheta sulla vita sociale ed economica di quelle zone. L'impegno dai banchi dell'opposizione è totale al fine di denunciare i soprusi e le illegalità che favorivano gli interessi loschi e l'intreccio politico – affaristico – mafioso.
(Giuseppe Lavorato 
)
Da dirigente del partito fu sempre vicino agli operai, disoccupati, immigrati, giovani per difendere e garantire la tutela dei diritti Costituzionali.

### La lotta contro la 'ndrangheta e l'omicidio Valarioti
In quegli anni Rosarno fu teatro di grandi battaglie civili.
Nel 1980 vi fu una campagna elettorale infuocata e caratterizzata da pesanti intimidazioni (l'auto di Lavorato in fiamme, i manifesti del PCI scollati e riattaccati al rovescio, l'attentato alla sede del partito) ma questi fatti non impedirono al locale gruppo dirigente del PCI di proseguire l'azione di denuncia e di lotta.
C'era grande entusiasmo ed energia tra i compagni di partito. I comizi venivano tenuti ovunque anche nei rioni dei mafiosi. "La 'ndrangheta abbaglia i vostri figli con il sogno della ricchezza facile e poi ve li consegna morti" gridava Lavorato.
In quell'anno il PCI ottenne un grande risultato elettorale sia alle regionali che alle provinciali dove Lavorato fu eletto consigliere. Una vittoria importantissima perché con quel voto i cittadini rosarnesi avevano dato sostegno alle loro battaglie di civiltà e avevano detto no ai soprusi della 'ndrangheta.
Lavorato: “La maggioranza dei rosarnesi è fatta di persone oneste e laboriose, oppresse da una minoranza violenta. Se esiste un'alternativa credibile, la gente la premia. Se invece si generalizza, se si dice che sono tutti criminali, allora anche gli onesti si avvicinano ai mafiosi, perché si sentono offesi.”
La sera dell'11 giugno 1980 si trovava assieme a Giuseppe Valarioti (suo compagno di lotte) quando venne ucciso, a colpi di lupara, dalla 'ndrangheta all'uscita di un ristorante dopo una cena tenuta insieme ai compagni di partito per festeggiare la vittoria elettorale. Il dirigente comunista Valarioti morì tra le braccia di Lavorato che per primo cercò di soccorrerlo raccogliendo le sue ultime parole, il suo ultimo sguardo.
(Giorgio Bocca)
Dopo l'omicidio Valarioti (primo omicidio politico in Calabria) in una fase di profonda stanchezza, fu proprio Giorgio Napolitano a insistere affinché Lavorato proseguisse l'azione politica.
(Giuseppe Lavorato)
Da allora l'impegno antimafia divenne centrale.
Impegno che portò avanti da segretario della federazione reggina e poi come dirigente del Partito Comunista Italiano. 
(Giuseppe Lavorato)
Nel giugno del 1980 al Festival dell'Unità a Torino nel corso di una manifestazione in ricordo di Valarioti e Giovanni Losardo, a distanza di pochi giorni dal loro barbaro assassinio, Lavorato disse: "Hanno ammazzato due fra i compagni più valorosi del partito comunista calabrese. Ci hanno inflitto un dolore immenso, che non ci ha impedito però di capire. La mafia calabrese è cresciuta, ha penetrato quasi tutti i partiti: il PCI è l'ultimo ostacolo da abbattere per imporre il predominio assoluto sull'intera regione. Noi comunisti combatteremo fino in fondo questa battaglia, ma per vincerla è necessario un impegno nazionale, perché la mafia è un cancro che si sviluppa: se non riusciremo ad estirpare il tumore là dove nasce, arretrerà tutta la nazione."
L'11 Luglio 1980 dal palco del trigesimo di Valarioti, Giuseppe Lavorato e Pietro Ingrao lanciarono la proposta di fondare a Rosarno la Casa del Popolo in sua memoria. Partì subito una imponente sottoscrizione popolare con adesioni da tutta Italia, un segnale fortissimo di resistenza alla 'Ndrangheta che consentì l'acquisto di un rudere, poi ristrutturato da lavoratori iscritti al PCI. Nacque così la Casa del Popolo Giuseppe Valarioti che negli anni divenne luogo simbolo e presidio di legalità svolgendo un ruolo centrale nella vita politica e sociale della città e dell'intera Calabria.

### Esperienza parlamentare
Nel 1987 viene eletto deputato alla Camera. Durante l'attività parlamentare (1987 – 1992) curò con assoluta dedizione e costanza le problematiche del territorio che rappresentava.
Subito si occupò di agricoltura proponendo un emendamento alla legge finanziaria che fu approvato dal Parlamento e garantì il mantenimento dei diritti previdenziali ed assistenziali dei braccianti. Si schierò al fianco degli operai delle fabbriche in crisi. Fondamentali risultarono l'impegno contro la costruzione della centrale a carbone che il governo voleva installare e avrebbe avuto effetti devastanti sull'economia agricola del territorio della Piana di Gioia Tauro. Una sera, nel settembre del 1989 in Piazza Valarioti a Rosarno, nello stand centrale della festa de l'Unità, Lavorato insieme a pochi cittadini inermi fra cui donne e bambini, fu tenuto sotto la minaccia della lupara e delle armi da parte di un gruppo di malviventi incappucciati che rapinarono i soldi rimasti in cassa.
Il 14 giugno del 1989 a San Luca si trova a fianco di Angela Casella, mamma coraggio, che nella piazza centrale del paese si incatenò chiedendo ai cittadini di essere aiutata a riabbracciare il figlio Cesare Casella, da molti mesi in mano ai sequestratori. Lavorato insieme ai compagni del posto organizzarono un'assemblea pubblica di solidarietà e forte sostegno per la signora Casella.
Il suo impegno antimafia non è mancato neanche sul piano legislativo, collaborando attivamente con la Commissione Parlamentare antimafia.
(Giuseppe Lavorato)

### Continue minacce di morte e la Primavera Rosarnese
Nella notte tra il 28 e il 29 novembre 1993, dopo un pubblico comizio che Lavorato tenne come candidato del PDS a Sindaco di Rosarno, un grave avvertimento di stampo mafioso fu messo in atto attraverso la collocazione davanti alla porta della locale sede dello stesso partito di una testa di vitello con il muso tagliato; il barbaro e minaccioso gesto mafioso trovava origine nel comizio, nel corso del quale, l'ex deputato Lavorato aveva denunciato energicamente il ruolo decisivo avuto dalla mafia nell'impedire la sua elezione a Sindaco;
qualche giorno prima, durante lo spoglio delle schede per le elezioni amministrative, era stata individuata una scheda sulla quale a fianco al nome di Lavorato, candidato a Sindaco, c'era scritto "farai la fine di Valarioti" con evidente riferimento alla morte del giovane segretario della locale sezione del PCI barbaramente assassinato dalla mafia nel 1980.
Nel 1994 viene eletto Sindaco del comune di Rosarno con una coalizione di sinistra e aperta al mondo cattolico progressista. 
A poche settimane dal suo insediamento, un gruppo di delinquenti devastò alcune scuole lasciando scritto sulle lavagne: «Viva la mafia e morte a Lavorato».
La risposta fu una grande manifestazione nazionale contro la mafia con studenti, insegnanti, genitori che sfilarono per le vie di Rosarno. 
Dopo un mese, la notte di Capodanno, la ndrangheta alzò il tiro e gli regalò una pioggia di fuoco che devastò l'intera cittadina: cinquantanove attentati in una notte, fucili mitragliatori che sparavano contro le serrande dei negozi, contro i vetri del comune, delle scuole, contro i portoni delle case, contro il cimitero. “Questo non è un paese mafioso, ma di gente oppressa dai mafiosi”, rispose con orgoglio Lavorato.
Nella notte di domenica 22 marzo 1998, a poche ore dalla visita del Ministro degli Interni, un raid mafioso nei locali del municipio danneggiò la stanza del sindaco Lavorato. Gli autori del criminale atto terroristico distrussero documenti, faldoni contenenti incartamenti di pratiche trattate direttamente dal sindaco e i quadri sistemati alle pareti, lasciando affisso un biglietto di morte contro di lui: "tu sarai il primo a morire. Firmato mafia". 
Lavorato: "Non ho sconfitto la paura con il coraggio, ma nell'unico modo possibile: imparando a conviverci."
La città è con lui e nel 1998 lo rielegge sindaco con un vero plebiscito.
Nonostante le continue minacce di morte Lavorato non si piegò. 
Durante gli anni dei suoi due mandati il comune diventa baluardo di legalità e diritti, simbolo della impermeabilità alle infiltrazioni delle cosche di ‘ndrangheta. 
Contrastò concretamente la Criminalità organizzata sul piano politico-amministrativo dando vita alla Primavera Rosarnese, un grande movimento antimafia che portò Rosarno ad essere il primo Comune d'Italia a costituirsi parte civile in un processo antimafia (ottenendo per le casse comunali un risarcimento record di 9 milioni di euro per i danni patrimoniali, morali e di immagine causati dai mafiosi).
Fù uno dei primi sindaci a richiedere e utilizzare per la collettività i beni confiscati alla mafia (per tale motivo la 'ndrangheta lo attaccò e usò armi da guerra sparando colpi di Kalašnikov contro la sede del municipio e contro la finestra del suo ufficio).
Dopo l'ennesima minaccia di morte subita da parte della 'Ndrangheta, alla domanda di un giornalista che chiedeva se gli era stata assegnata la scorta, Lavorato rispondeva: No, non ho la scorta, ho dovuto firmare per rinunciarci. Mica puoi fare il sindaco e andare in giro coi blindati.
Politico combattente, coraggioso, intransigente, visionario nei suoi lunghi anni di militanza politica ha fatto delle battaglie per la democrazia e contro la 'ndrangheta la sua ragione di vita.
Il suo impegno e la sua storia sono state oggetto di attenzione di diversi scrittori tra i quali Giorgio Bocca che gli dedicò un capitolo in un suo famoso lavoro dedicato al Sud del Paese.
È stato anche al centro del film - documentario Il sangue verde, regista Andrea Segre, premiato a Venezia nella famosa rassegna cinematografica.
La sua figura appare anche in numerosi saggi che i vari studiosi hanno dedicato alla storia degli ultimi cinquanta anni del movimento operaio e bracciantile, nonché all'impegno contro il potere della 'ndrangheta.
Nel 2016 è uscito il suo libro Rosarno. Conflitti sociali e lotte politiche. In un crocevia di popoli, sofferenze e speranze, edito dalla casa editrice Città del Sole.
Nel 2024 esce l'ultimo libro che dedica alla memoria del suo amico e compagno di partito “Peppe Valarioti – il primo assassinio politico compiuto dalla ‘ndrangheta”, Lavorato decide di donare i proventi dei diritti di autore ai familiari delle vittime del Naufragio di Cutro.
(Giuseppe Lavorato)
Oggi si è ritirato dalla vita politica attiva ed è memoria storica fondamentale per la Calabria e la società rosarnese.
(Giuseppe Lavorato)
Scrive Aldo Tortorella: "Lavorato appartiene alla prima generazione meridionale cresciuta nel dopoguerra, e viene maturando una consapevolezza critica della società e del mondo, una consapevolezza che gli indica la parte in cui stare. E da questa parte sta con intelligenza e con rigore affrontando senza niente chiedere per sé, e senza enfasi, le prove più dure, comprese quelle che possono avere come prezzo la perdita della vita. Così Lavorato diventa protagonista, della stagione del riscatto del Mezzoggiorno e di una lotta tenace contro la 'ndrangheta, contro le mafie, cioè per un salto di civiltà di tutta l'Italia”. Continua Tortorella: "Lavorato non fu un comunista dogmatico, ma, secondo la migliore tradizione dei comunisti italiani, fu aperto e critico, capace di leggere e combattere i mali della società e anche quelli della propria parte. Perciò non si abbandonò, quando venne il momento del cambiamento, né ad una nostalgia vacua né allo sconsiderato e non meno vacuo nuovismo che pensava di trarre beneficio dal rinnegamento di un nome."
(Giuseppe Lavorato)

## Incarichi istituzionali e politici
Consigliere Comunale a Rosarno (RC) del Partito Comunista Italiano dal 1965 al 1994;
Consigliere Provinciale a Reggio Calabria del PCI negli anni ottanta;
Alle elezioni politiche del 1987 è candidato tra le file del PCI in Calabria alla Camera dei deputati, eletto onorevole con 30.816 voti di preferenza.
Membro della Commissione Agricoltura dal 4 agosto 1987 fino al 18 ottobre 1989;
membro della Commissione Ambiente dal 18 ottobre 1989 al 18 dicembre 1990;
membro della Commissione Finanze dal 18 dicembre 1990 al 22 aprile 1992.
Nel 1994 alle elezioni amministrative è candidato Sindaco del comune di Rosarno con il nuovo sistema elettorale che prevede l'elezione diretta del Sindaco, viene eletto primo cittadino e riconfermato per un secondo mandato nel 1998 (rieletto Sindaco al primo turno col 52,8%).
Segretario della Federazione di Reggio Calabria e segretario della sezione del PCI di Rosarno.

### Sindaco di Rosarno
Insediato alla guida del Comune in un momento grave e difficile della vita cittadina, Rosarno usciva da lunghi anni di instabilità amministrativa (ricordiamo che nel ‘92 l'amministrazione fu sciolta per infiltrazioni della 'Ndrangheta), la nuova amministrazione ha chiuso quel periodo buio e aperto una fase nuova nella storia della Città.

Negli anni in cui fu sindaco (dal '94 al 2003) amministrò la cosa pubblica con rigore morale, trasparenza e partecipazione popolare. Rosarno fu punto di riferimento regionale e nazionale, motore di iniziative e di lotte per la legalità e la democrazia, per il lavoro e lo sviluppo, per la pace e il rispetto dei diritti umani universali.
(Giuseppe Lavorato)
 In quegli anni Rosarno affrontava la questione dei migranti nel segno della tolleranza e dell'integrazione. Il comune si impegnò (insieme alle associazioni laiche e religiose) per dare accoglienza, con politiche di sostegno, ai tanti lavoratori immigrati (la mensa, gli aiuti, l'assistenza, le richieste di finanziamenti a Regione e governo) e di costruire dialogo tra loro e la cittadinanza per far crescere la cultura dell'accoglienza (per otto anni, il 6 gennaio, si è svolta la festa della Fratellanza umana universale. Una festa popolare che riempiva piazza Valarioti ed accomunava per molte ore, in canti e balli internazionali, centinaia di persone delle diverse nazionalità africane ed europee presenti sul territorio e faceva di Rosarno un paese cosmopolita).
Lavorato è stato un antesignano dell'accoglienza, ed è a lui che anni dopo si ispireranno alcuni giovani sindaci animati dagli stessi ideali di umanità e di solidarietà internazionale.
(Giuseppe Lavorato)
Si ricordano alcune delle tante opere che l'Amministrazione Lavorato ha progettato e approvato. Il Piano Regolatore Generale (Rosarno attendeva da anni); il Piano di recupero Antisismico del centro storico; il Piano Recupero di Pian delle Vigne.
Risanamento e consolidamento di molti Rioni e opere di urbanizzazione/riqualificazione in altri Rioni.
Furono costruite nuove strutture culturali, scolastiche, sportive (scuola materna cimitero e verde attrezzato in contrada Bosco; nuova scuola media in via Nazionale; centro sportivo polivalente in piazza Valarioti) ristrutturate e abbellite quelle esistenti (Auditorium Comunale, scuola elementare E. Marvasi, campo sportivo, ampliamento del cimitero centrale, ufficio postale centrale, Torre civica e asilo S. Antonio).
Fu ristrutturato il Municipio (tra i più belli, accoglienti e funzionali dell'intera provincia). Inaugurata la Mediateca comunale (la prima in Calabria) e la Mostra permanente per un museo dell'Antica Medma. Fu sottoscritta la convenzione con l'Università di Reggio Calabria, la Soprintendenza archeologica e l'amministrazione provinciale che ha messo in moto i meccanismi amministrativi ed economici necessari per realizzare in futuro il Parco Archeologico-ambientale dell'Antica Medma con annesso Museo archeologico di Medma e Scuola Universitaria di ricerca e sperimentazione archeologica.
La costituzione dell'Associazione Antiracket e Antiusura. Il “Progetto Sicurezza” un protocollo d'intesa che l'Amministrazione Comunale di Rosarno stipulò con la Prefettura di Reggio Calabria (prima fra tutte le amministrazioni della provincia ad aderire al progetto). L'istituzione del Nucleo anticrimine Calabria (presente all'inaugurazione l'allora Ministro dell'interno Giorgio Napolitano).
Si ricorda la visita del Capo dello Stato Oscar Luigi Scalfaro. L'estate Medmea che per anni animò le serate in città con musica, cinema sotto le stelle, sport e altro. Il sostegno alle associazioni culturali, la creazione del nuovo Stemma comunale e ancora la grande manifestazione del 7 e 8 novembre 2001 “Da Rosarno Studenti contro le mafie” con don Luigi Ciotti e studenti provenienti da molte città italiane.
Negli anni novanta il Comune di Rosarno istituì un premio alla memoria di Giuseppe Valarioti, grande intellettuale generoso e coraggioso dirigente comunista ucciso nell'80 dalla 'ndrangheta. Diventato un appuntamento annuale di valore nazionale per la presenza, alle cerimonie di premiazione, delle più alte autorità istituzionali e culturali (presente l'on. Luciano Violante allora Presidente della Camera dei deputati, l'onorevole Nicola Mancino Presidente del Senato della Repubblica, Presidenti di Commissione Parlamentare Antimafia; magistrati; uomini di cultura e registi cinematografici), il Premio Valarioti è stato sempre assegnato a persone che, in diverse attività, si sono opposte alla 'ndrangheta. Nel gennaio del 2003 fu premiata l`opera d`arte (una scultura bronzea in ricordo di tutte le vittime della mafia) di Maurizio Carnevali, collocata, appunto, in piazza Valarioti, a Rosarno.

#### Rivolta migranti di Rosarno
In merito alla rivolta dei migranti avvenuta tra il 7 e il 9 gennaio 2010 a Rosarno, Lavorato ha osservato che l'anno prima, nel dicembre del 2008, i migranti non volevano più accettare l'imposizione del prelievo di 7 euro al giorno dalla loro busta paga, già miserrima, da parte dei caporali legati alle cosche mafiose. Questi reagirono alla loro ribellione con aggressioni intimidatorie. I migranti manifestarono pacificamente per le vie di Rosarno fino alla caserma dei carabinieri per denunciare quanto sapevano. Seguirono indagini, arresti e condanne. È stato un fatto rivoluzionario, prosegue Lavorato, perché nessuno si era mai permesso di ribellarsi alle continue violenze e intimidazioni mafiose. I boss temevano che l'esempio dei lavoratori immigrati potesse istigare anche i rosarnesi a ribellarsi al loro potere. L'anno seguente, durante la manifestazione dei migranti del gennaio 2010, due neri venivano colpiti con arma da fuoco, ma qualcuno diffuse la falsa notizia che erano stati uccisi altri quattro. Questo ha scatenato la violenta reazione dei migranti che ha danneggiato e terrorizzato soprattutto persone pulite ed oneste. Ciò, dice Lavorato, ha permesso a gruppi di delinquenti di inserirsi nella protesta della popolazione onesta danneggiata ed impaurita, per strumentalizzarla ed aprire la caccia violenta ai neri e la cacciata dei neri africani. Fatto altamente significativo: non di tutti i migranti, ma solo dei neri, quelli che alla 'ndrangheta si sono ribellati. Conclude Lavorato: Per molti anni, senza alcuno aiuto dei governanti nazionali e regionali, generosi cittadini, associazioni di volontariato, comunità religiose, amministratori si sono fatti carico di tenere presenti e vivi, nella difficile e degradata e pericolosa situazione del paese, i sentimenti della umana fratellanza fra comunità di diversa condizione, storia e cultura. Un lavoro che sembra essersi disperso, con il pericolo di un gravissimo arretramento culturale e civile. Rinverdendo una grande, nobile storia di lotte sociali e civili e di solidarietà umana, oggi le donne e gli uomini puliti e generosi che a Rosarno sono presenti e vitali, qualunque sia il loro pensiero politico, devono caricarsi del gravoso compito di risanare la ferita ed il rapporto con i migranti e combattere assieme a loro la battaglia per liberare tutta la popolazione dalla violenza mafiosa.
(Andrea Segre)
A giugno 2018 si schiera con i manifestanti a San Ferdinando a seguito dell'omicidio del sindacalista Sacko Soumayla.
Le guerre tra poveri le vincono solo i ricchi.»
(Giuseppe Lavorato)

#### Modello Riace
A ottobre del 2018 si schiera a fianco del sindaco di Riace Domenico Lucano indagato dalla Procura di Locri in merito alla gestione del sistema dell'accoglienza. Lavorato difende il Modello Riace: Riace dà fastidio perché lì la narrazione della destra, basata sulla paura e sul rancore, si sfalda, mostrando con evidenza le sue mille aporie e falsità. A Riace non trovano posto i primati del sangue e della nazione, superati dalla bellezza di una comunità che condivide un medesimo spazio in cui vivere, lavorare, lottare, amare.
Il 12 gennaio 2019 a Caulonia è stato eletto Presidente Onorario del Comitato promotore della Fondazione “È stato il vento” per supportare Riace e rilanciare quel modello di accoglienza.
(Giuseppe Lavorato)
L'11 ottobre 2023, dopo la sentenza della Corte d'Appello di Reggio Calabria, Lavorato commenta: «Sono felice di aver vissuto un momento come questo. Siamo sempre stati vicini a Mimmo Lucano e questa è una spinta a combattere per la solidarietà, la fratellanza umana, la libertà e l’uguaglianza tra tutti gli esseri umani, di questo Mimmo è simbolo e con la sua lotta ha innalzato la Calabria a simbolo di questi valori. Questa sentenza innalza Reggio Calabria e la giustizia in Calabria a valori alti.»

## Onorificenze e premi
- Targa di riconoscimento «per la lunga militanza politica al servizio della legalità ». Terza edizione 2011 della manifestazione culturale antimafia dedicata a Giuseppe Valarioti organizzata dall'amministrazione comunale di Rosarno.[44]
- Premio Restart antimafia 2015 per la sezione sociale. A conferire il riconoscimento la Presidente della Camera dei Deputati, Laura Boldrini.[45]
- Premio Valarioti-Impastato 2017. A conferire il riconoscimento il fratello di Giuseppe Impastato.[46]

## Documentario
- Blu notte - La storia della 'Ndrangheta, documentario di approfondimento (23 ottobre 2004).[47]
- Il sangue verde, film del 2010 regia di Andrea Segre.[48]
- "We will never forget this", Rosarno 2010 di Ivana Russo Ita. col. 29' presentato in diversi festival nazionali.
- "Magna Graecia - Europa Impari", Un film di Anita Lamanna, Erwan Kerzanet 2014 - Francia - 77 minuti -[49]
- Rai Storia – Rosarno blues – per il ciclo Diario civile documentario incentrato sui temi della giustizia e della lotta alla criminalità organizzata (18 settembre 2018).[50]

## Opere
Ha scritto due libri e partecipato con interventi in opere di altri autori.
- Giuseppe Lavorato. Peppe Valarioti. Il primo assassinio politico compiuto dalla 'ndrangheta. Reggio Calabria, Città del Sole edizioni, 2024. ISBN 978-88-8238-399-2.
- Giuseppe Lavorato. Rosarno. Conflitti sociali e lotte politiche. In un crocevia di popoli, sofferenze e speranze. Reggio Calabria, Città del Sole edizioni, 2016. Prefazione di Aldo Tortorella, introduzione Andrea Segre. ISBN 978-88-7351-964-5.
- Danilo Chirico - Alessio Magro, Il caso Valarioti (Rosarno 1980: così la 'ndrangheta uccise un politico (onesto) e diventò padrona della Calabria), Round Robin, 2010. ISBN 9788895731162.
- R. Lentini - G. Masi - A. Orlando - L. Paselli, L'utopia accende una stella. Sessant'anni dalla guerra civile di Spagna. Cosimo Pirozzo e i combattenti rosarnesi per la libertà, Quaderni dell'ICSAIC, Rosarno (RC). Virgilio Editore, 1998.
- Antonello Mangano, Gli africani salveranno Rosarno. E, probabilmente, anche l'Italia. Edizioni terrelibere.org, 2009. ISBN 9788898114054.
- Stefano Morabito (a cura di), Mafia, 'ndrangheta, camorra nelle trame del potere parallelo. Editore Gangemi, 2005. ISBN 8849208960.
- Il Dovere Della Memoria... in Ricordo Di Mario Tornatora, (a cura di) Pasqualino Tornatora. Nuove Edizioni Barbaro di Caterina Di Pietro Collana "Calabresi Illustri Sconosciuti" N.7. ISBN 978-88-7858-046-6.
- "Il P.S.U.P. - Francavilla prima e dopo ('50-79)" di Amerigo Fiumara.
- "Quando c’era il PCI" curato da Amerigo e Walter Fiumara. Thoth edizioni, 2018.